# Cratere Daly (Luna)
Daly è il nome di un piccolo cratere lunare da impatto intitolato al geologo canadese Reginald Aldworth Daly, situato nella zona orientale della luna, a nord-ovest del cratere Apollonius. Questa formazione è approssimativamente circolare, con un piccolo rigonfiamento nel bordo interno settentrionale. Le pendici interne sono più massicce nella metà meridionale, rispetto a quelle a nord. Il cratere si sovrappone parzialmente al cratere Apollonius F, di dimensioni paragonabili, situato a est-sud-est.
Questo cratere era designato come Apollonius P, prima di essere ribattezzato dall'Unione Astronomica Internazionale.